# Václav Smiřický ze Smiřic (1564–1593)
Václav Smiřický ze Smiřic na Náchodě a na Škvorci (1564 – 10. srpna 1593) byl český šlechtic z náchodské linie Smiřických ze Smiřic.

## Původ a život
Narodil se jako syn Albrechta Smiřického ze Smiřic (1528–1566) a Hedviky Zajícové z Házmburka (1533–1592). Jeho babička z matčiny strany Markéta z Minsterberka (1501–1551) byla pravnučkou českého krále Jiřího z Poděbrad.
V mládí navštívil Itálii. Působil ve dvorských službách u arcivévody Karla II. Štýrského ve Štýrském Hradci, kde zastával úřad číšníka.
Zemřel náhle v necelých třiceti letech, byl pohřben vedle svého otce v kostele svatého Vavřince v Náchodě. Poručníkem dětí se stal Zikmund II. Smiřický ze Smiřic (1557–1608) z hruboskalské linie rodu.

## Rodina
V roce 1587 se oženil s Dorotou Holickou ze Šternberka (1570 – 12. 6. 1633), dcerou Otakara Holického ze Šternberka na Líšně (po 1505 – 1589, spáchal sebevraždu) a Anny Roupovcové z Roupova. Narodily se jim tři děti:
- 1. Jaroslav Zikmund (1588–1600, pohřben v Náchodě)
- 2. Kateřina († 1608)
  - ∞ Rudolf ze Stubenbergu († 1. 2. 1620, zemřel při výbuchu na zámku v Jičíně)[3]
- 3. Albrecht Václav (1590 – 24. 4. 1614, pohřben v Náchodě), dědic.

Dorota se po Václavově smrti vdala ještě dvakrát. V Líšně si 22. května 1595 vzala Maxmiliána Trčku z Lípy († 1597) a na začátku nového století (1600/1601) Kryštofa II. z Fürstenbergu (16. 11. 1580 – 5. 1. 1614).

## Majetek
Protože mu otec zemřel, když mu byly teprve 2 roky, majetek spravovala jako regentka jeho matka. V roce 1586 konečně začal spravovat náchodské panství, které zdědil po otci. V Náchodě začal hrad přestavovat na renesanční zámek. Matka k němu navíc v roce 1582 přikoupila Ratibořice.